# Magnús Orri Schram
Magnús Orri Schram (* 23. April 1972) ist ein isländischer Politiker (Allianz).
Von 2009 bis 2013 war er Abgeordneter des isländischen Parlaments Althing für den Südwestlichen Wahlkreis. 2012 stieg er zum Fraktionschef der Sozialdemokraten auf. Er war Mitglied im Verfassungs- und Kontrollausschuss sowie im Ausschuss für Wirtschaft und Handel.